# Lac Squam
Le lac Squam est un lac situé au sein de la région des Grands lacs au centre du New Hampshire et au sud des montagnes blanches (États-Unis). Il est riverain des comtés de Grafton, de Carroll et de Belknap. Il draine par un court canal naturel le lac Little Squam au niveau de la ville de Holderness.
Couvrant une surface de 27,48 km2, Squam est le deuxième plus grand lac situé en totalité dans le New Hampshire après le lac Winnipesaukee.
Le lac a servi de toile de fond au film La Maison du lac qui a obtenu trois oscars en 1982.

## Source
- (en) Cet article est partiellement ou en totalité issu de l’article de Wikipédia en anglais intitulé « Squam Lake » (voir la liste des auteurs).